# Јуниверсити Парк (Мериленд)
Јуниверсити Парк (енгл. University Park) град је у америчкој савезној држави Мериленд.

## Демографија
По попису из 2010. године број становника је 2.548, што је 230 (9,9%) становника више него 2000. године.
| Група             | 2000.         | 2010.         |
| Белци             | 1.895 (81,8%) | 1.840 (72,2%) |
| Афроамериканци    | 169 (7,3%)    | 237 (9,3%)    |
| Азијати           | 85 (3,7%)     | 120 (4,7%)    |
| Хиспаноамериканци | 129 (5,6%)    | 287 (11,3%)   |
| Укупно            | 2.318         | 2.548         |